# Кисовець
Кисовець (словен. Kisovec) — поселення в общині Загорє-об-Саві, Засавський регіон, Словенія. Висота над рівнем моря: 284,5 м.